# ابن قطلوبغا
ابن قُطْلُوْبُغَا (802 - 879هـ / 1399 - 1474م) مؤرِّخ وفقيه حنفي، مولده ووفاته بالقاهرة.

## سيرته
هو أبو الفداء زين الدين قاسم بن قُطْلُوْبُغَا السُّوْدُوْنِي (نسبة إلى مُعتِق أبيه سُودُون الشيخوني) الجمالي الحنفي. واسمه قُطْلُوبُغا: (بضم القاف وسكون الطاء وضم اللام والباء)، مركَّب من كلمتين تركيتين هما: «قُطْلُو» وتعني المُبارك أو الميمون، و«بُغا» بمعنى الفحل، فيكون معنى الاسم الفحل المُبارك أو الفحل المَيمون.
وُلد في المحرَّم سنة اثنتين وثمانمئة بالقاهرة، ومات أبوه وهو صغيرٌ فنشأ يتيمًا، وتكسَّب بالخِياطة وقتًا وبرَع فيها.
قال السَّخاوي في وصفه: «إمام علَّامة، طَلْقُ اللسان، قادر على المناظرة، مُغرَم بالانتقاد ولو لمشايخه، مع شائبة دعوى ومُساجَحة».

## آثاره
له من الكتب 116 كتابًا، غير أنه لم يُطبَع منها إلا القليل. ومن آثاره التي ذكرها الزركلي:
| - «تاج التراجم» في علماء الأحناف، تحقيق إبراهيم صالح. - «غريب القرآن». - «تقويم اللسان» في رجال الحديث، مجلدان. - «نزهة الرائض في أدلة الفرائض». - «تلخيص دولة الترك». - «تراجم مشايخ المشايخ» مجلد. | - «تراجم مشايخ شيوخ العصر» لم يكمله. - «معجم شيوخه». - رسالة في «القراءات العشر». - «الفتاوى». - «شرح مختصر المنار». |

وذكر محمد بن علي الشوكاني في البدر الطالع بمحاسن من بعد القرن السابع تصانيفَ أخرى له. منها:
- «حاشية شرح الألفية للعراقى».
- «شرح النخبة لابن حجر».
- «اتحاف الأحياء بما فات من تخريج أحاديث الإحياء».
- «منية الألمعي بما فات الزيلعي».